# Liste der denkmalgeschützten Objekte in Kottes-Purk
Die Liste der denkmalgeschützten Objekte in Kottes-Purk enthält die 12 denkmalgeschützten, unbeweglichen Objekte der Gemeinde Kottes-Purk.

## Denkmäler
| Foto |                 | Denkmal                                                                         | Standort                                       | Beschreibung | Metadaten |
| ---- | --------------- | ------------------------------------------------------------------------------- | ---------------------------------------------- | --- | --- |
| ja   | Datei hochladen | Figur hl. Sebastian HERIS-ID: 59201 Objekt-ID: 70252                            | vor Dankholz 15 Standort KG: Dankholz          | | BDA-Hist.: Q38086256 Status: § 2a Stand der BDA-Liste: 2025-06-30 Name: Figur hl. Sebastian GstNr.: 841                                            |
| ja   | Datei hochladen | Ortskapelle Elsenreith HERIS-ID: 62868 Objekt-ID: 75457                         | gegenüber Elsenreith 7 Standort KG: Elsenreith | Die Ortskapelle von Elsenreith gehört zur Pfarre Kottes und ist auf das Glaubensgeheimnis der Unbefleckten Empfängnis der Gottesmutter geweiht. | BDA-Hist.: Q38101423 Status: § 2a Stand der BDA-Liste: 2025-06-30 Name: Ortskapelle Elsenreith GstNr.: .20                                         |
| ja   | Datei hochladen | Kath. Pfarrkirche Mariae Himmelfahrt HERIS-ID: 50071 Objekt-ID: 54582           | neben Kirchengasse 2 Standort KG: Kottes       | Die von einer ehemaligen Friedhofsmauer umgebene Pfarrkirche Maria Himmelfahrt in Kottes ist ein gotischer, unter Verwendung von romanischen Bauteilen in zwei Phasen errichteter Bau. Der Chor und der Unterbau des Turmes stammen aus der ersten Hälfte des 14. Jahrhunderts; das Langhaus aus dem ersten Viertel des 16. Jahrhunderts. Der frühgotische Westturm ist dem Langhaus vorgelagert. Er ist durch ein profiliertes, im 19. Jahrhundert verändertes Spitzbogenportal mit Dreipasstympanon zugänglich. Sein um 1700 erbautes Glockengeschoß mit rundbogigen Schallfenstern wird von einem 1918 erneuerten Zwiebelhelm bekrönt. Das spätgotische Langhaus hat Strebepfeiler mit doppelten Wasserschlägen, teilweise barocke Maßwerkfenster, ein romanisches Rundbogentor und eine beschlagene Eisentür. Der Chor aus der ersten Hälfte des 14. Jahrhunderts hat einen Fünfachtelschluss, Strebepfeiler und schmale Dreipassfenster. In der Südachse des Langhauses erhebt sich über den Grundmauern einer ehemaligen romanischen Kapelle die Sakristei. | BDA-Hist.: Q38037809 Status: § 2a Stand der BDA-Liste: 2025-06-30 Name: Kath. Pfarrkirche Mariae Himmelfahrt GstNr.: .20 Pfarrkirche Kottes        |
| ja   | Datei hochladen | Kapellenbildstock hl. Johannes Nepomuk-Kapelle HERIS-ID: 62875 Objekt-ID: 75466 | neben Kirchengasse 2 Standort KG: Kottes       | Der Johannes-Nepomuk-Bildstock an der Friedhofsmauer, errichtet in der ersten Hälfte des 18. Jahrhunderts, ist ein barocker Breitpfeiler mit einer Figur des Heiligen, Pilastern und geschwungenem, profiliertem Gesims. | BDA-Hist.: Q38101448 Status: § 2a Stand der BDA-Liste: 2025-06-30 Name: Kapellenbildstock hl. Johannes Nepomuk-Kapelle GstNr.: .20                 |
| ja   | Datei hochladen | Pfarrhof HERIS-ID: 50069 Objekt-ID: 54580                                       | Marktplatz 14 Standort KG: Kottes              | Der Pfarrhof von Kottes ist ein mächtiger zweigeschoßiger Bau mit Walmdach und Biedermeierfassade. Im Flur ist ein bemerkenswertes Spiegelgewölbe der Renaissance zu sehen, das mit 1584 bezeichnet ist. Die Gänge haben Kreuzgewölbe. Zur Ausstattung zählt eine Figur des hl. Rochus aus der ersten Hälfte des 17. Jahrhunderts. | BDA-Hist.: Q38037796 Status: § 2a Stand der BDA-Liste: 2025-06-30 Name: Pfarrhof GstNr.: .12 Pfarrhof Kottes                                       |
| ja   | Datei hochladen | Kriegerdenkmal HERIS-ID: 62874 Objekt-ID: 75465                                 | vor Marktplatz 14 Standort KG: Kottes          | Am Marktplatz südlich des Pfarrhofes befindet sich ein Kriegerdenkmal. | BDA-Hist.: Q38101441 Status: § 2a Stand der BDA-Liste: 2025-06-30 Name: Kriegerdenkmal GstNr.: 648/2                                               |
| ja   | Datei hochladen | Kornmetzen HERIS-ID: 62873 Objekt-ID: 75464                                     | Standort KG: Kottes                            | Der Kornmetzen am Marktplatz wurde nachträglich mit 1540 bezeichnet. | BDA-Hist.: Q38101432 Status: § 2a Stand der BDA-Liste: 2025-06-30 Name: Kornmetzen GstNr.: 648/1 Kornmetzen Kottes                                 |
| ja   | Datei hochladen | Feldkapelle HERIS-ID: 62876 Objekt-ID: 75467                                    | neben Leopolds 6 Standort KG: Leopolds         | Die Feldkapelle im Westen von Leopolds ist ein schlichter, quadratischer Bau mit Pyramidendach und gequaderter Front. Innen hat sie abgerundete Ecken mit Pilastern und ein Platzlgewölbe. Zur Ausstattung zählen barocke Engel- und Puttofiguren aus der ersten Hälfte des 18. Jahrhunderts sowie ein spätbarockes segnendes Jesuskind aus dem späten 18./frühen 19. Jahrhundert. | BDA-Hist.: Q38101458 Status: § 2a Stand der BDA-Liste: 2025-06-30 Name: Feldkapelle GstNr.: .10                                                    |
| ja   | Datei hochladen | Martinskapelle HERIS-ID: 62878 Objekt-ID: 75469                                 | neben Purk 18 Standort KG: Purk                | Die Martinskapelle an der Friedhofsmauer von Purk ist ein im Kern mittelalterlicher, kleiner, rechteckiger Bau mit Pultdach. Unter zwei vermauerten romanischen Rundbogenfenstern ist ein neueres rechteckiges Fenster zu sehen. Der Innenraum ist barockisiert und verfügt über ein ovales Flachkuppelgewölbe. Im Inneren befindet sich ein barocker Altar mit einem Bild Maria Verkündigung, das mit 1667 bezeichnet ist. Am Oberbild ist die Dreifaltigkeit dargestellt. Zur weiteren Ausstattung zählt ein gotischer Opferstock aus dem 15. Jahrhundert. | BDA-Hist.: Q38101466 Status: § 2a Stand der BDA-Liste: 2025-06-30 Name: Martinskapelle GstNr.: .29 Martinskapelle Purk                             |
| ja   | Datei hochladen | Kath. Pfarrkirche hl. Martin und Friedhof HERIS-ID: 50431 Objekt-ID: 55396      | bei Purk 18 Standort KG: Purk                  | Die von einem Friedhof und einer mittelalterlichen Mauer umgebene Pfarrkirche hl. Martin, dominierend auf einem zum Purk-Bach steil abfallenden, hohen Hügel gelegen, ist vermutlich der Nachfolgebau eines ehemaligen Herrenhauses. Die dreischiffige romanische Anlage mit spätgotischen und barocken Zu- und Umbauten verfügt über Strebepfeiler des 15. Jahrhunderts und barocke Flachbogenfenster. Die gotische Sakristei im Norden, mit Strebepfeilern und Spitzbogenfenstern, stammt aus der Mitte des 15. Jahrhunderts. Die ehemalige Sakristei im Süden erhebt sich über einem rechteckigen Grundriss und ist von einem Pultdach gedeckt. Der spätgotische (?) Westturm mit barockem Glockengeschoß hat eingezogene Rundbogenfenster und einen Pyramidenhelm. | BDA-Hist.: Q38040104 Status: § 2a Stand der BDA-Liste: 2025-06-30 Name: Kath. Pfarrkirche hl. Martin und Friedhof GstNr.: .26, 23 Pfarrkirche Purk |
| ja   | Datei hochladen | Pfarrhof HERIS-ID: 62880 Objekt-ID: 75471                                       | Purk 26 Standort KG: Purk                      | Der Pfarrhof ist vermutlich der Nachfolgebau eines ehemaligen Herrenhauses. | BDA-Hist.: Q38101476 Status: § 2a Stand der BDA-Liste: 2025-06-30 Name: Pfarrhof GstNr.: .24                                                       |
| ja   | Datei hochladen | Ortskapelle Voitsau HERIS-ID: 50764 Objekt-ID: 56082                            | neben Voitsau 19 Standort KG: Voitsau          | Die Ortskapelle von Voitsau ist ein schlichter Bau mit eingezogener Rundapsis und einem Dachreiter mit Pyramidenhelm. Der Innenraum ist flach gedeckt. Zur Ausstattung zählen eine spätgotische Figur des hl. Sebastian aus der Zeit um 1500 sowie barocke Figuren des hl. Florian und des Guten Hirten aus dem 18. Jahrhundert. | BDA-Hist.: Q38042032 Status: § 2a Stand der BDA-Liste: 2025-06-30 Name: Ortskapelle Voitsau GstNr.: .29                                            |